# カール・マウス
エミール・カール・ハンス・マウス（Emil Karl Hans Mauss、1898年5月17日 - 1959年2月9日）は、ドイツの軍人。第二次世界大戦中、ドイツ陸軍第7装甲師団長などを務めた。27人の柏葉・剣・ダイヤモンド付騎士鉄十字章受章者の1人である。最終階級は装甲兵大将。

## 第一次世界大戦まで
1898年、シュレースヴィヒ＝ホルシュタイン州リューベックのプレーンにて3人兄弟の長男として生まれる。
1914年に第一次世界大戦が始まると、陸軍に入隊する為に実科学校(Realgymnasium)を中退する。当時彼は陸軍の入隊下限年齢である17歳に達していなかったものの、地元政治家の助けを得て入隊を果たし、第162猟兵連隊(Jägerregiment 162)へ配属される。1915年には二級鉄十字章を受章。1916年、17歳になったマウスは戦功により少尉への野戦昇進を果たす。東部戦線に移った後、一級鉄十字章を受章。一時期はイタリア戦線に移ったが、戦況悪化に伴い東部戦線に戻り、陸軍航空隊への入隊を果たす。しかし飛行訓練中に墜落事故を起こし、一命は取り留めたものの全身を骨折して前線を離れ、そのまま敗戦を迎える。

## 戦間期
戦後も共和国軍に残留する。1918年の11月革命の折にはエアハルト海兵旅団に参加した。1921年10月22日には中尉に昇進してシレジア蜂起鎮圧に加わり、その後まもなく除隊した。
1925年まで印刷業や小売店などで働いた後、歯科医を志し歯学について学び、ハンブルクの学生結社であるブルシェンシャフト・ゲルマニア(Burschenschaft Germania)の会員となる。1929年3月1日、30歳になったマウスは医学・歯学博士(Dr. med. dent)の称号を得て、リューベックにて診療所を構えて定住する。
1934年9月1日、共和国軍の国防軍への改組に伴い、マウスは第69ハンブルク連隊(Hamburgerregiment 69)付の大尉として現役に復帰し、1938年4月1日には少佐に昇進している。

## 第二次世界大戦
1941年9月のポーランド侵攻には第10装甲師団に所属する大隊長として参加しており、 1940年5月からはフランス戦線に移る。1941年4月1日、中佐に昇進。
独ソ戦が始まると、マウスは東部戦線に移りハインツ・グデーリアン将軍率いるグデーリアン装甲集団(Panzergruppe Guderian)の先鋒大隊(Vorausabteilung)を率いた。ドイツ軍によるモスクワ侵攻は失敗に終わったが、この最中に発生したウグラ川橋頭堡を巡る激戦の中、マウスは部隊の戦力維持に成功する。この戦功により、1941年11月26日付で騎士鉄十字章を受章している。
1942年3月、第4装甲師団に移る。4月20日には大佐に昇進し第33装甲擲弾兵連隊長となり、10月まで務めた。5月中にはオリョールを守備する戦いの中で重傷を負うが、わずか2ヶ月後には連隊に復帰している。
その後、負傷したディートリッヒ・フォン・ザウケン少将に代わって第4装甲師団を率いる。彼の指揮下にある間、師団はクルスクの戦いにおける包囲を突破して脱出に成功している。1943年11月24日、この戦功に対して彼の騎士鉄十字章に柏葉が付さられた。また1943年8月には白兵戦章銅章を受章している。
1943年冬には臨時で第8装甲師団長を務め、1944年1月28日より第7装甲師団長となる。1944年4月1日、少将に昇進する。その後、師団はカルパチア方面へ移動した。1944年10月10日、中将に昇進する。さらに23日には彼の騎士鉄十字章に剣章が付された。
1945年春、赤軍の春季攻勢が始まる。第7装甲師団を含む3個師団はゴーテンハーフェンにてこれを撃退した。3月23日の戦闘において、マウスは砲弾片による重傷を負い、左足の切断を余儀なくされたものの、負傷後も数日間は担架の上から部隊を指揮した。その後、東プロイセンおよびポメラニアの難民と共にコペンハーゲンへと後送され、師団がメクレンブルクに逃れるまではコペンハーゲンより指揮を続けた。1945年3月26日、第7師団長の職をハンス・クリシュテルン大佐に引き継ぐ。1945年4月1日、装甲兵大将に昇進。4月15日、騎士十字章にダイヤモンド章が付される。彼は26番目の柏葉・剣・ダイヤモンド付騎士鉄十字章受章者であり、またドイツ国防軍における最後から2番目の受章者であった。

## 戦後
敗戦後、マウスはミュンスター収容所(Munsterlager)に収容された。この間に妻と2人の子供は死去している。
1947年に釈放されるとハンブルク＝ヴァンズベクにて歯科医として再び診療所を開業した。この頃に再婚しており、息子が1人生まれている。ドイツ連邦軍が新設された際には復帰を申し出るも、健康状態を理由に拒否されている。
1959年2月9日、心臓発作により死去。

## 受章
- 一級・二級鉄十字章（1914年版）
- 戦傷章黒章（1918年版）
- 国防軍勤続章4級
- 一級・二級鉄十字章略章（1939年版）
- 東部戦線従軍記章
- 白兵戦章銅章
- 戦傷章銀章（1939年版）
- ドイツ十字章金章 - 1943年3月11日受章[1]
- 柏葉・剣・ダイヤモンド付騎士鉄十字章[1]
  - 騎士鉄十字章 - 1941年11月26日受章
  - 柏葉章 - 1943年11月24日受章（335人目の受章者）
  - 剣章 - 1944年11月23日受章（101人目の受章者）
  - ダイヤモンド章 - 1945年4月14日受章（26人目の受章者）